# MIKI①
『MIKI①』（ミキ ワン）は、藤本美貴の1枚目のアルバム。2003年2月26日発売。

## 概要
- モーニング娘。加入直後に発売されたソロ・アルバム。

## 収録曲
全作詞・作曲：つんく
1. ブギートレイン'03
編曲：鈴木Daichi秀行
2. ロマンティック 浮かれモード
編曲：上杉洋史
3. 駅前の大ハプニング
編曲：渡部チェル
4. そっと口づけて ギュッと抱きしめて
編曲：渡部チェル
5. 涙GIRL
編曲：鈴木俊介
6. 会えない長い日曜日
編曲：鈴木Daich秀行
7. 銀色の永遠
編曲：AKIRA
8. ボーイフレンド
編曲：鈴木Daich秀行
9. 満月
編曲：鈴木Daich秀行
10. SHALL WE LOVE?（藤本Version）
編曲：朝井泰生
ごまっとう名義でリリースした曲のセルフカバー。
11. Let's Do 大発見!
編曲：鈴木俊介
1stシングルカップリング。

## 参加ミュージシャン
駅前の大ハプニング
- プログラミング：渡部チェル
- ベース：清水玲
- ギター：川瀬智
- ドラム：山崎彰
- ブルースハープ：石川二三夫
- コーラス：稲葉貴子

涙GIRL
- プログラミング&ギター：鈴木俊介
- ベース：MASAKI
- ドラム：長谷川浩二
- コーラス：JP'S

銀色の永遠
- プログラミング&コーラス：AKIRA

満月
- プログラミング：鈴木Daichi秀行
- コーラス：稲葉貴子・JP'S

SHALL WE LOVE? (藤本Version)
- プログラミング&ギター：朝井泰生
- ピアノアレンジ：秋田慎治
- コーラス：つんく・稲葉貴子

## カバー
涙GIRL
- スマイレージ - シングル「チョトマテクダサイ!」通常盤に収録。